# Fontaine La Rue
Fontaine La Rue, all'anagrafe Dorothy Rodgers (Los Angeles, 2 dicembre 1897 – Los Angeles, 20 novembre 1976), è stata un'attrice statunitense.

## Filmografia
- Fatty and Mabel at the San Diego Exposition, regia di, non accreditato, Roscoe 'Fatty' Arbuckle - cortometraggio (1915)
- Peanuts and Bullets, regia di Nick Cogley - cortometraggio (1915)
- The Home Breakers, regia di Walter Wright - cortometraggio (1915)
- Ambrose's Sour Grapes, regia di Walter Wright - cortometraggio (1915)
- Droppington's Family Tree, regia di Walter Wright - cortometraggio (1915)
- Love, Loot and Crash, regia di Frank C. Griffin - cortometraggio (1915)
- Mabel Lost and Won, regia di Mack Sennett - cortometraggio (1915)
- The Battle of Ambrose and Walrus, regia di Walter Wright - cortometraggio (1915)
- Stolen Magic, regia di Mack Sennett - cortometraggio (1915)
- A Modern Enoch Arden, regia di Charles Avery, Clarence G. Badger - cortometraggio (1916)
- Gypsy Joe, regia di Clarence G. Badger, William Campbell
- A Love Riot, regia di F. Richard Jones - cortometraggio (1916)
- Bucking Society, regia di Harry Williams e William Campbell - cortometraggio (1916)
- His First False Step, regia di William Campbell, Harry Williams - cortometraggio (1916)
- Dodging His Doom, regia di William Campbell, Harry Williams - cortometraggio (1917)
- A Maiden's Trust, regia di Victor Heerman e Harry Williams (1917)
- His Naughty Thought, regia di Fred Hibbard - cortometraggio (1917)
- Cactus Nell, regia di Fred Hibbard - cortometraggio (1917)
- His Precious Life, regia di Herman C. Raymaker - cortometraggio (1917)
- An Ice Man's Bride - cortometraggio (1917)
- His Hidden Shame, regia di Harry Williams - cortometraggio (1918)
- Dimples and Dangers - cortometraggio (1918)
- Wronged by Mistake - cortometraggio (1918)
- Did She Do Wrong? - cortometraggio (1918)
- A Playwright's Wrong - cortometraggio (1918)
- Who Killed Walton?, regia di Thomas N. Heffron (1918)
- Cleopatsy, regia di Hal Roach - cortometraggio (1918)
- After the War, regia di Joseph De Grasse (1918)
- Borrowed Clothes, regia di Lois Weber (1918)
- Boots, regia di Elmer Clifton (1919)
- The Man Beneath, regia di William Worthington (1919)
- The Woman Under Cover, regia di George Siegmann (1919)
- The Fatal Sign , regia di Stuart Paton (1920)
- An Adventuress, regia di Fred J. Balshofer (1920)
- Human Stuff, regia di Reeves Eason (1920)
- A Prohibition Monkey, regia di William S. Campbell - regista (1920)
- The Sins of Rosanne, regia di Tom Forman (1920)
- Body and Soul, regia di Charles Swickard (1920)
- Two Kinds of Love, regia di Reeves Eason
- The Faith Healer, regia di George Melford (1921)
- The Lost Romance , regia di William C. de Mille (1921)
- Beyond, regia di William Desmond Taylor (1921)
- The Great Impersonation, regia di George Melford (1921)
- Exit the Vamp, regia di Frank Urson (1921)
- Oh, Mabel Behave, regia di Mack Sennett e, non accreditato, Ford Sterling (1922)
- The Further Adventures of Yorke Norroy, regia di Duke Worne - cortometraggio (1922)
- The Dangerous Little Demon , regia di Clarence G. Badger (1922)
- The Bearcat, regia di Edward Sedgwick (1922)
- The Love Letter, regia di King Baggot (1923)
- West of the Rockies, regia di Horace B. Carpenter (1929)